# جاي هيندلي
جاي هيندلي (بالإنجليزية: Jai Hindley)‏ هو دراج أسترالي، ولد في 5 مايو 1996، في برث في أستراليا.

## سباقات أو مراحل فاز بها
| التاريخ        | السباق                                             | المركز                      |
| -------------- | -------------------------------------------------- | --------------------------- |
| 17 مارس 2013   | 2013 Oceania Road Cycling Championships Men U19 RR |                             |
| 22 فبراير 2014 | 2014 Oceania Road Cycling Championships Men U19 RR |                             |
| 01 يناير 2016  | An Post Rás 2016                                   |                             |
| 27 أغسطس 2016  | تور دي أفينير 2016                                 | الخامس في التصنيف العام     |
| 01 يناير 2017  | طواف أوقيانوسيا للدراجات 2017                      |                             |
| 29 يناير 2017  | سباق كاديل ايفانز 2017                             | المرتبة 16 في التصنيف العام |
| 05 فبراير 2017 | طواف هيرالد صن 2017                                | الثاني في التصنيف العام     |
| 05 مارس 2017   | سباق الطريق تحت في بطولة أوقيانوسيا 2017           |                             |
| 23 أبريل 2017  | 2017 Trofeo città di San Vendemiano                |                             |
| 15 يونيو 2017  | طواف إيطاليا للدراجات تحت 23 سنة 2017              |                             |
| 27 أغسطس 2017  | تور دي أفينير 2017                                 | العاشر في التصنيف العام     |
| 12 نوفمبر 2017 | طواف فوزهو 2017                                    | الفائز في التصنيف العام     |
| 01 يناير 2020  | طواف أوقيانوسيا للدراجات 2020                      |                             |
| 09 فبراير 2020 | طواف هيرالد صن 2020                                | الفائز في التصنيف العام     |
| 01 يناير 2022  | طواف أوقيانوسيا للدراجات 2022                      |                             |
| 29 مايو 2022   | طواف إيطاليا 2022                                  | الفائز في التصنيف العام     |
| 01 يناير 2023  | طواف أوقيانوسيا للدراجات 2023                      |                             |

## وصلات خارجية
- جاي هيندلي على موقع الاتحاد الدولي للدراجات (الإنجليزية)
- جاي هيندلي على موقع أرشيف الدراجات (الإنجليزية)
- جاي هيندلي على موقع إحصائيات الدراجات الإحترافية (الإنجليزية)
- جاي هيندلي على موقع نسبة الدراجات (الإنجليزية)
- جاي هيندلي على موقع CycleBase (الإنجليزية)